# Khan Na Yao
Khan Na Yao là một quận (khẹt) của Bangkok, Thái Lan. Quận Khan Na Yao có diện tích 25,98 km2, dân số là 94242 người.
Quận này được bao quanh bởi các quận khác của Bangkok (từ chiều kim đồng hồ về phía bắc): Bang Khen, Khlong Sam Wa, Min Buri, Saphan Sung, và Bueng Kum.